# Arnoldus van Gennep
Mr. Arnoldus van Gennep (Rotterdam, 4 januari 1766 – 's-Gravenhage, 5 juli 1846) was Nederlands politicus.
Van Gennep was een ultra-conservatieve staatsman uit de periode vóór 1848. Hij was een Rotterdamse regent, die in de Bataafse Tijd belangrijke bestuurlijke functies vervulde en onder de Franse Republiek president van het Keizerlijk Gerechtshof was. Daarna werd hij staatsraad en Eerste Kamerlid. Hij nam na het onvrijwillige aftreden van minister Beelaerts in 1840 Financiën waar. Hij wenste als Kamervoorzitter in 1845 de koning geluk met de afwijzing van de voorstellen van de Negenmannen (voorstellen voor een liberale Grondwet).
- Biografisch Portaal: 09863987
- Digitale Bibliotheek voor de Nederlandse Letteren: genn001
- International Standard Name Identifier: 0000 0003 9476 4951
- Nederlandse Thesaurus van Auteursnamen: 070045453
- Parlement.com: vg09lls3now0
- Système universitaire de documentation: 243342489
- Virtual International Authority File: 242120406
- WorldCat: E39PBJkxHhkMxjgDqjCr8WBXVC